# Santo Inácio do Piauí
Santo Inácio do Piauí este un oraș în Piauí (PI), Brazilia.